# Бергман, Александра Григорьевна
Алекса́ндра Григо́рьевна Бе́ргман (при рождении — Хава Ги́ршевна Кучко́вская; 1 мая 1906, Гродно, Российская Империя — 20 июня 2005, Варшава, Польша) — польский историк, журналистка и публицистка, деятельница революционного и национально-освободительного движения в Западной Белоруссии.

## Биография

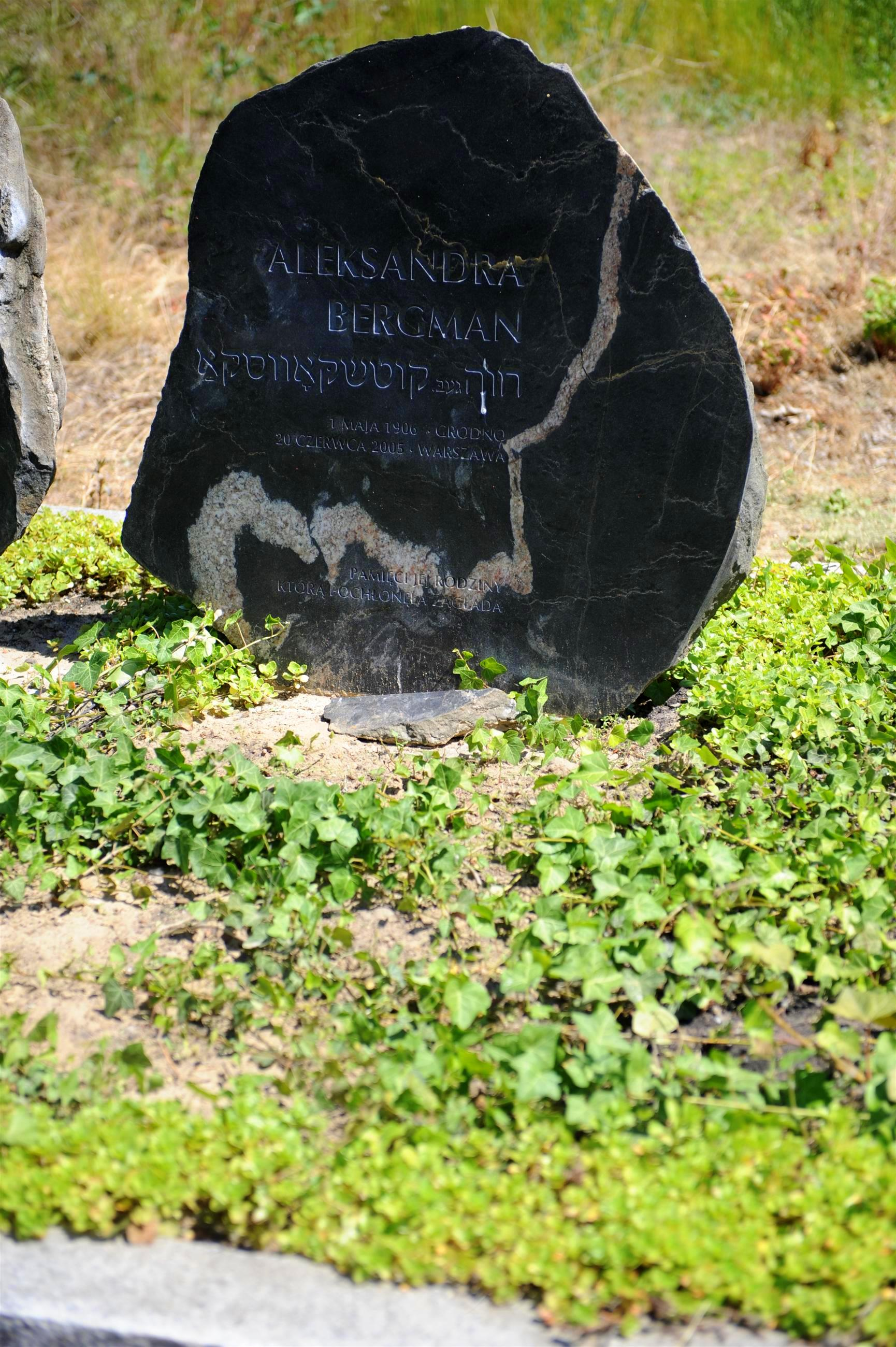
Могилы Александры

Родилась 1 мая 1906 в городе Гродно (ныне Республика Беларусь).
В 1925 присоединилась к Коммунистической партии Западной Белоруссии. Окончила партшколу при ЦК КПЗБ. Работала секретарём подпольных окружных комитетов КСМЗБ в Гродно, Бресте, Вильно, Барановичах, Белостоке. В 1931 член Секретариата ЦК КПЗБ. В 1934 покинула Польшу и поселилась в СССР. В 1935 была репрессирована советскими властями, 10 лет провела в заключении. Начиная с 1945 вновь в Польше благодаря репатриации. Реабилитирована в 1956. Работала в журнале «Życie Partii».
Муж — публицист на идише Степан Семёнович Бергман (поль., настоящее имя Бениамин Эпштейн, 1904—2000); дочь — историк архитектуры Элеонора Бергман.

### Произведения
- Rzecz o Bronisławie Taraszkiewiczu (1977)
- Sprawy białoruskie w II Rzeczypospolitej (1984)
- Ignacy Dworczanin — białoruski polityk i uczony (1990)